# 城东街道 (金华市)
城东街道是中国浙江省金华市婺城区下辖的一个街道，东与金东区东孝、多湖交界，南毗宾虹路万达广场，西临胜利街，北接沪昆铁路。城东街道基本涵盖金华老城区东半侧，其中飘萍路以北、将军路以南、东市街以西、胜利街以东的区块为原金华古城的子城，为历史文化保护区。
辖区面积4.54平方公里，截至2021年常住人口27869人，其中流动人口9565人。常住人口老龄化严重。

## 历史
城东街道辖区1950年分属城东街道和城郊办事处。1951年城东街道改称城东镇，1958年后称城东人民公社，1984年改回城东街道。1992年城郊乡东郊和上浮桥二个村委会并入城东街道。

## 辖区
该街道辖有：
桃园社区、上浮桥社区、青春路社区、旌孝街社区和八咏楼社区。2021年2月从旌孝街社区及青春路社区拆分成立通园路社区。
北侧的青春路社区、通园路社区和通园路社区原先为工业区，1990年代中后期随着浙赣铁路外迁、沿人民东路延伸段开发住宅项目，主要包括安居工程青春小区和廉租房项目东景小区及数个单位集资房:405。
中部的八咏楼社区围绕八咏楼，几乎涵盖金华子城（当地人又称“古子城”），在1990年代的旧城改造中部分被划为“历史文化保护区”，部分则因涉军房产而未能改造，因此保留有大量历史建筑。八咏滩曾经为14家建于1970年代工厂和170户建于民国时期的私房，后被改建为八咏公园，2004年建成:263。
婺江以南的上浮桥社区和金华古城曾经通过浮桥“上浮桥”连接，因地处金华往丽水、温州的古道上，被视为金华的南大门而繁荣。1999年建成宏济桥后上浮桥被拆除。2002年建成廉租房项目桃园小区。2019年开始上浮桥社区征收拆迁，未来计划将融入多湖中央商务区。

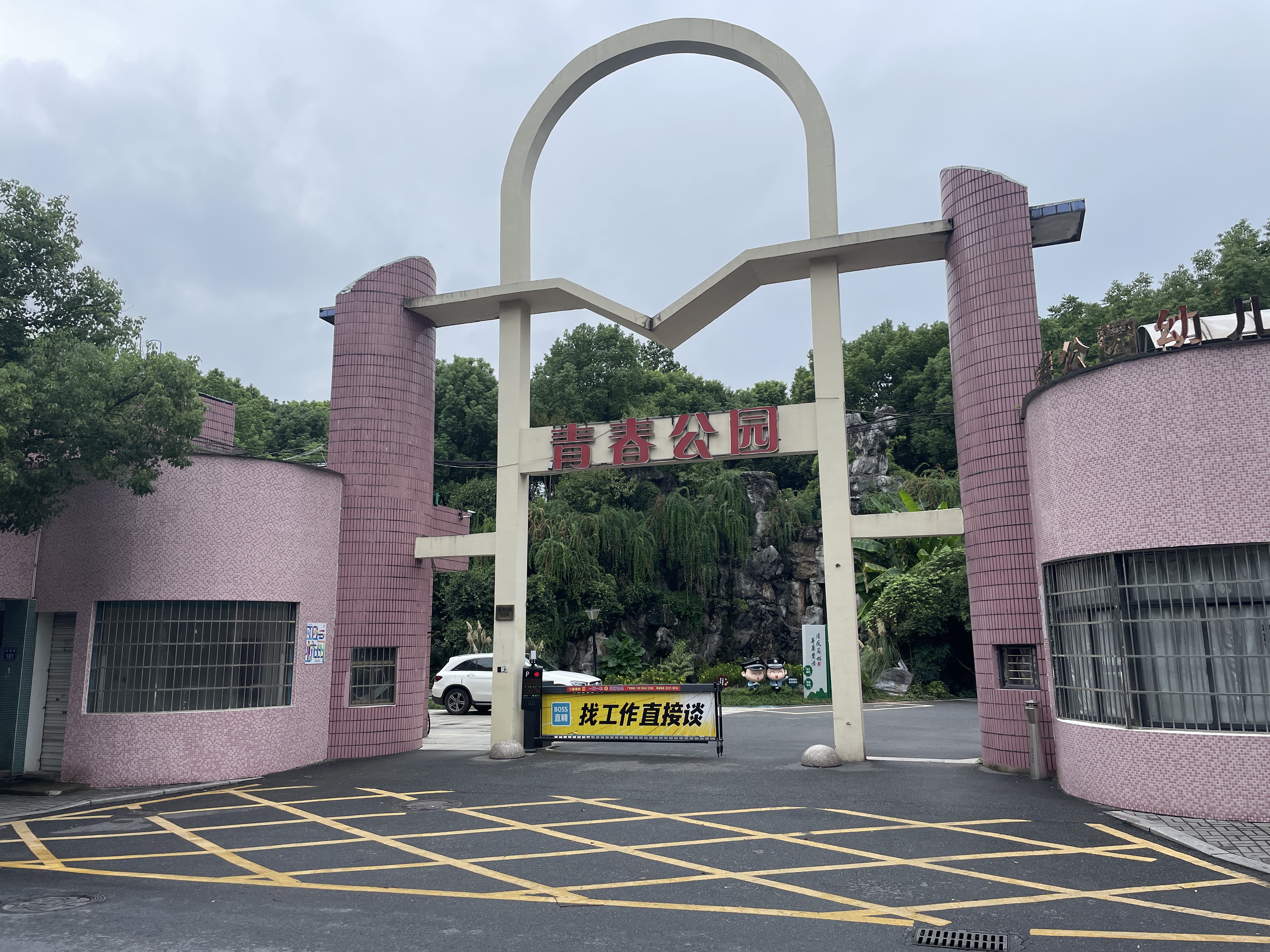
青春公园
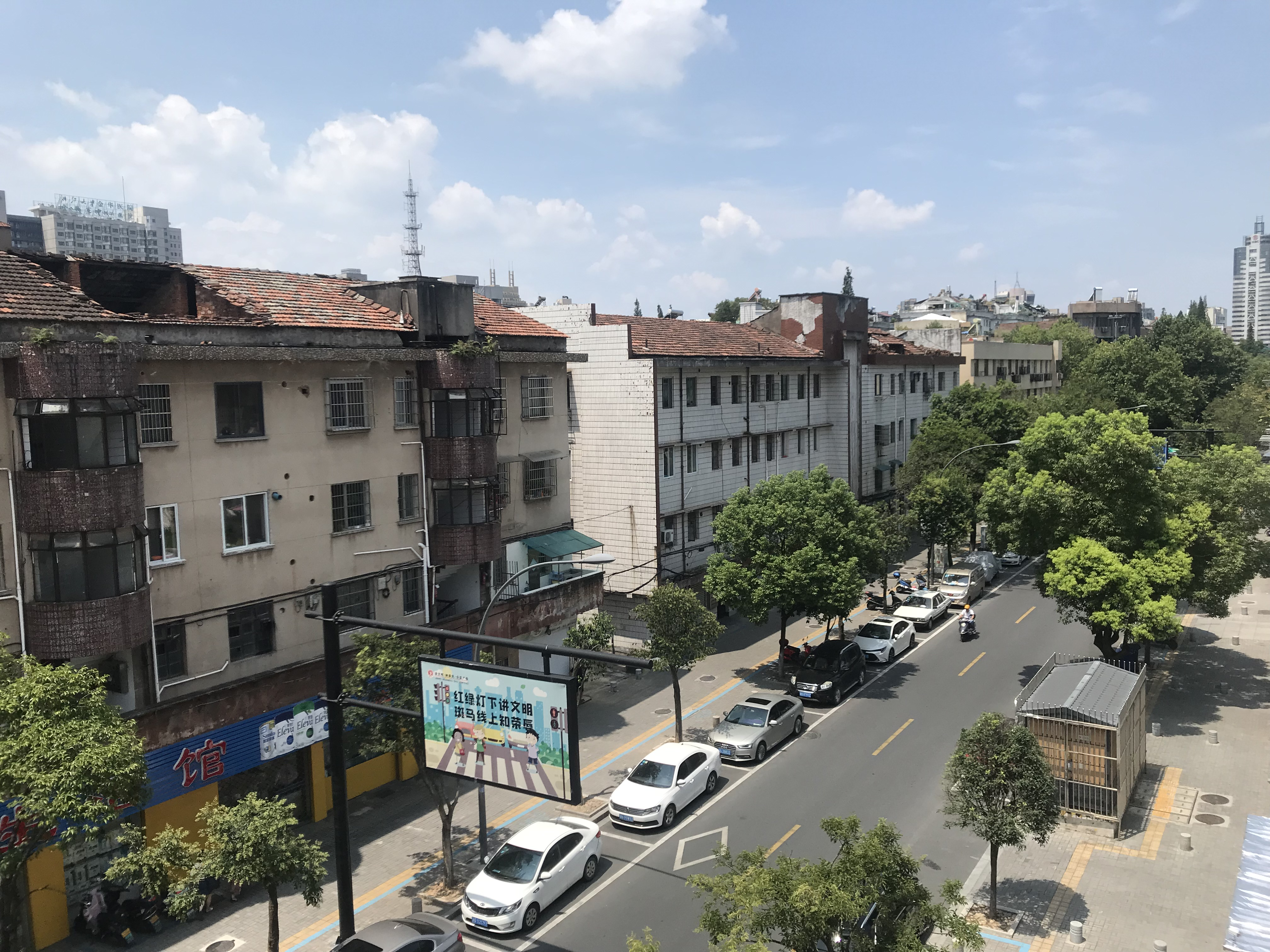
青春路
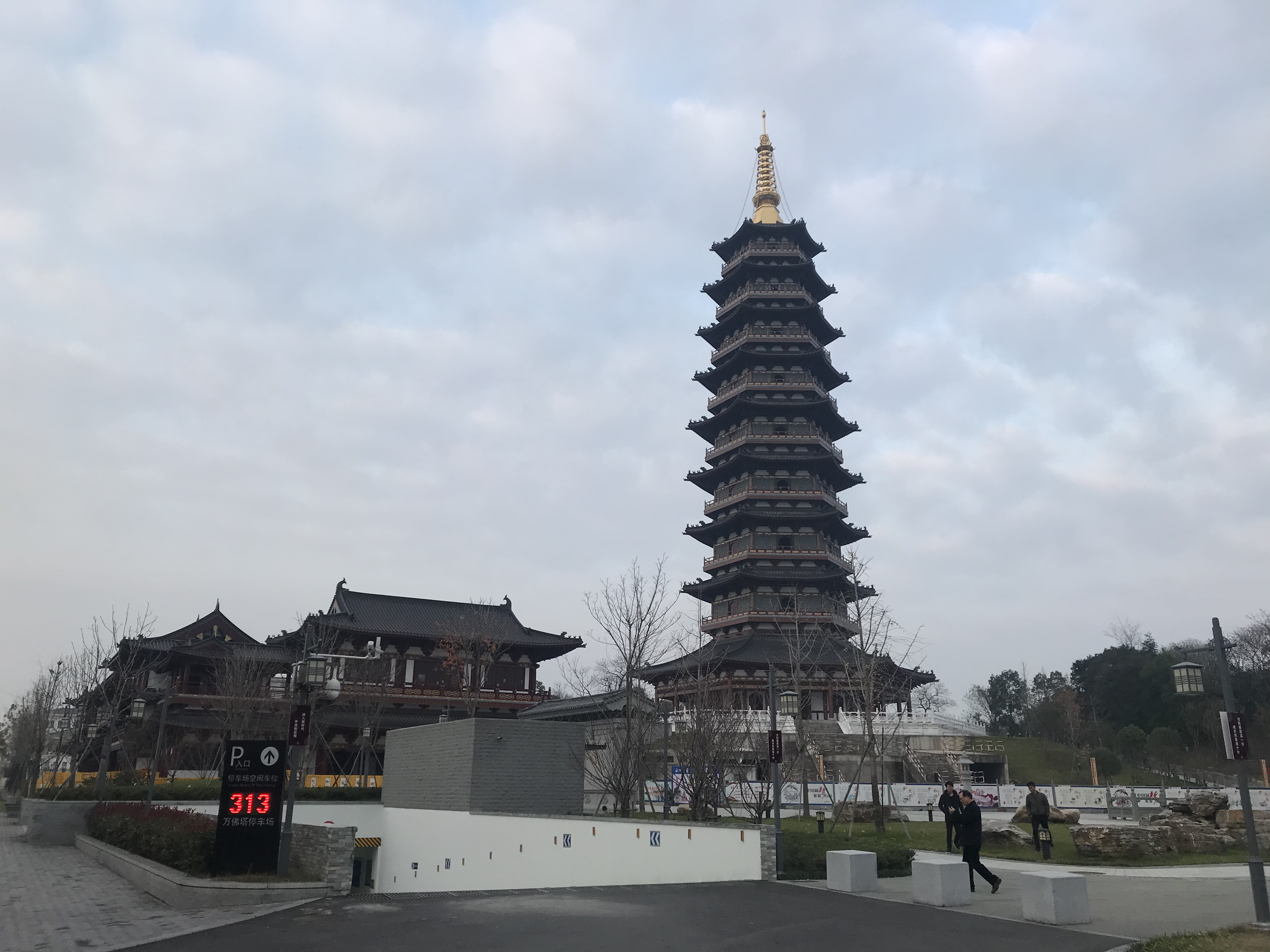
万佛塔
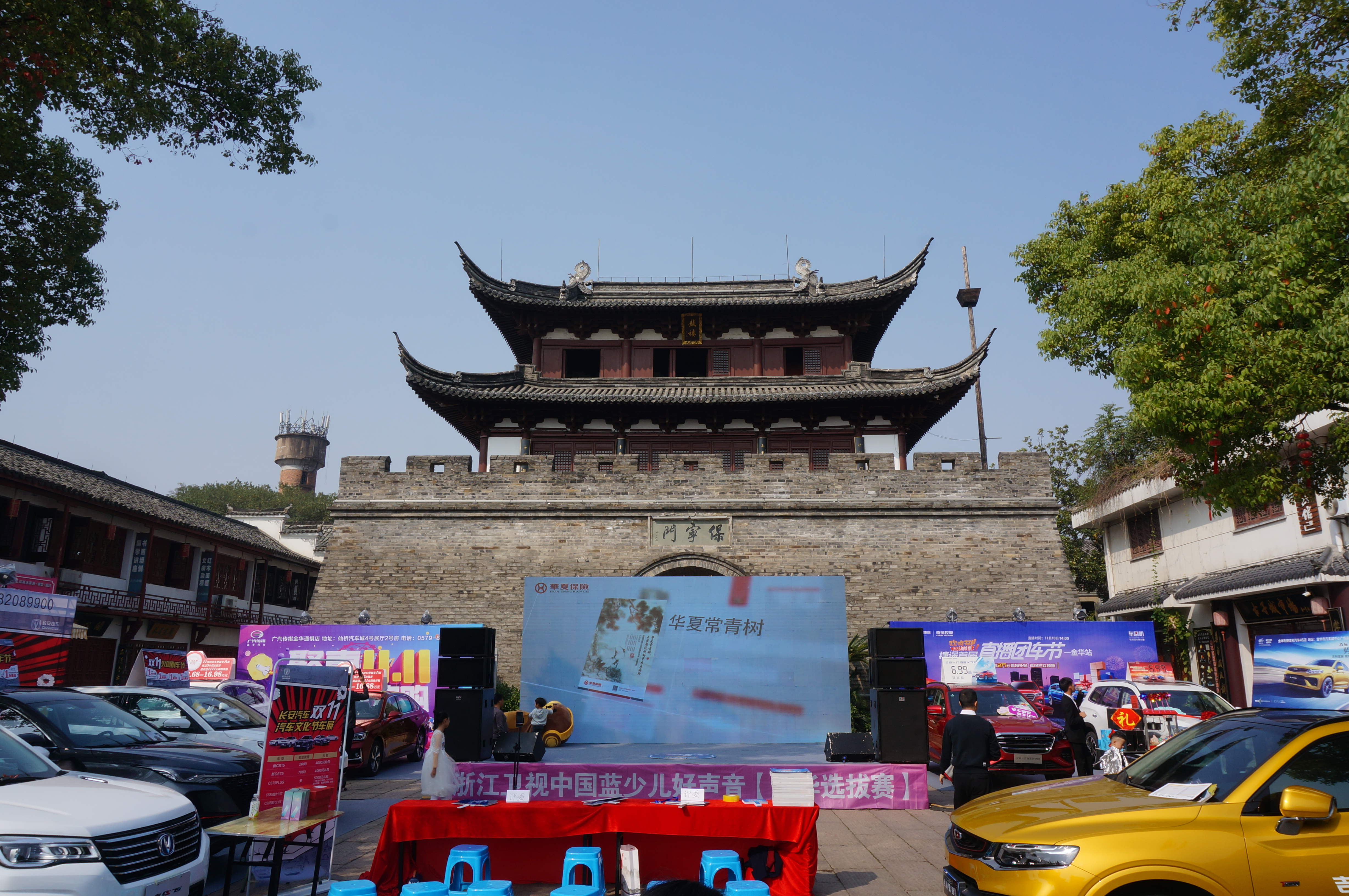
古子城保宁门
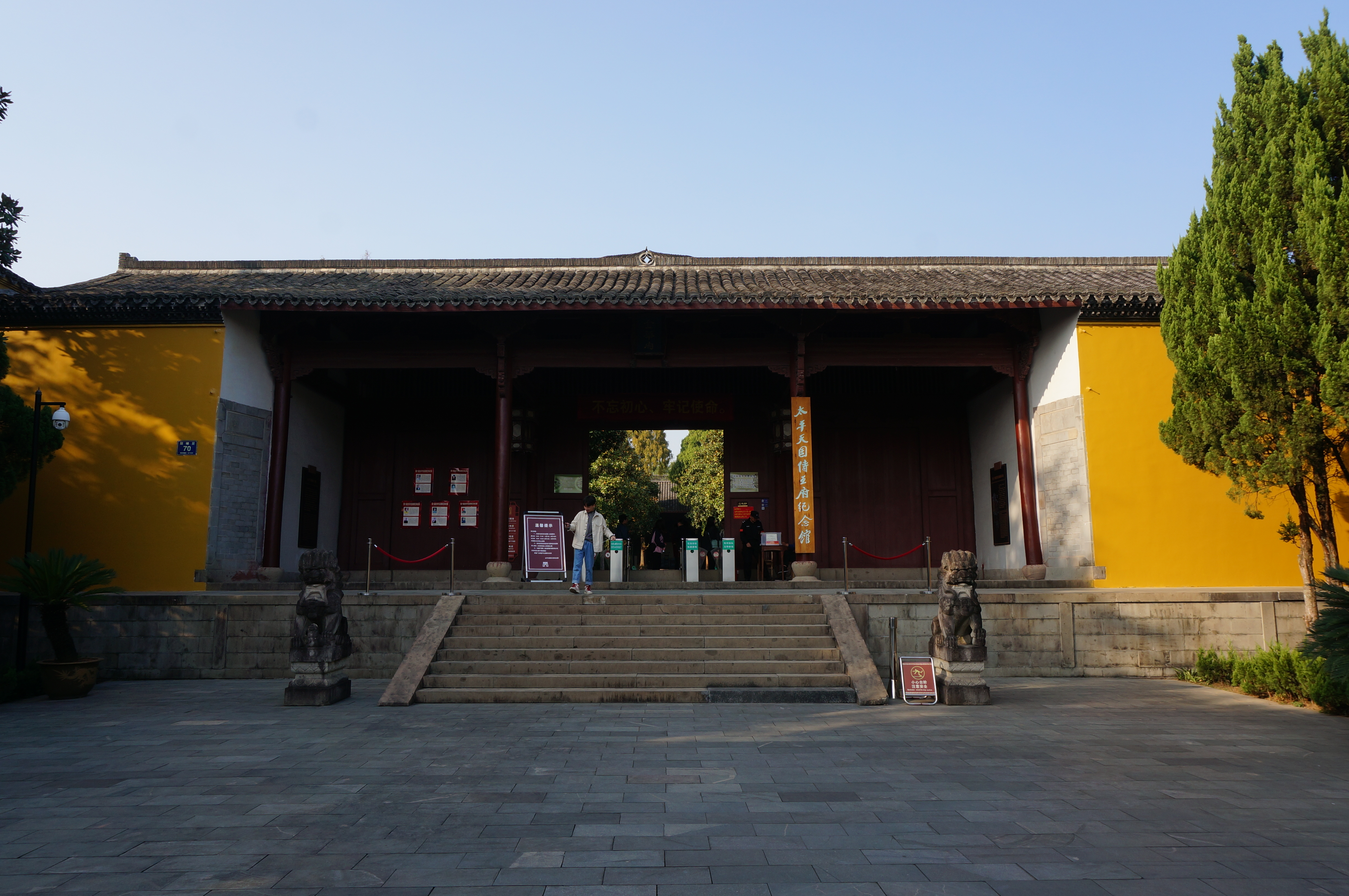
太平天国侍王府
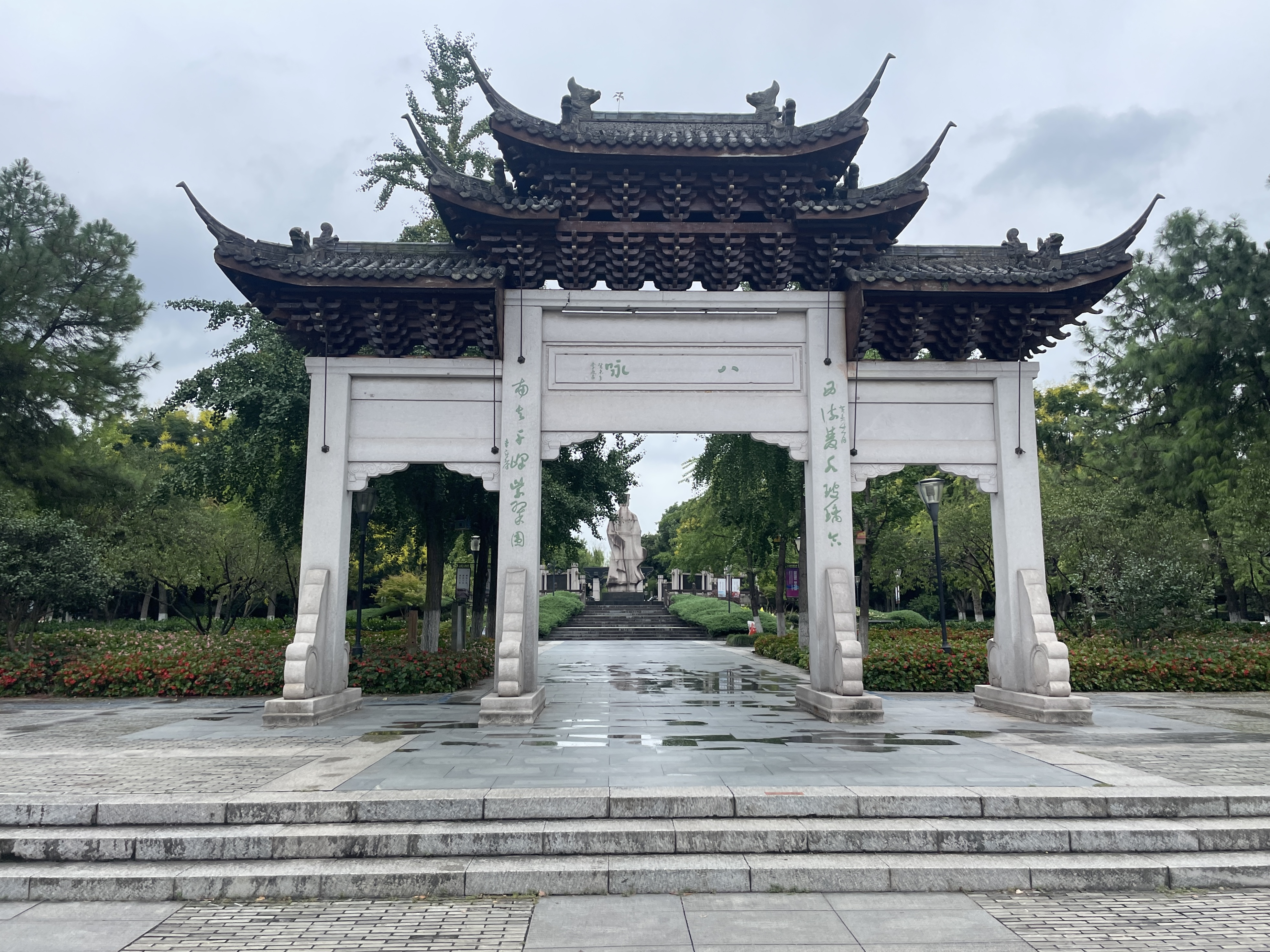
八咏公园
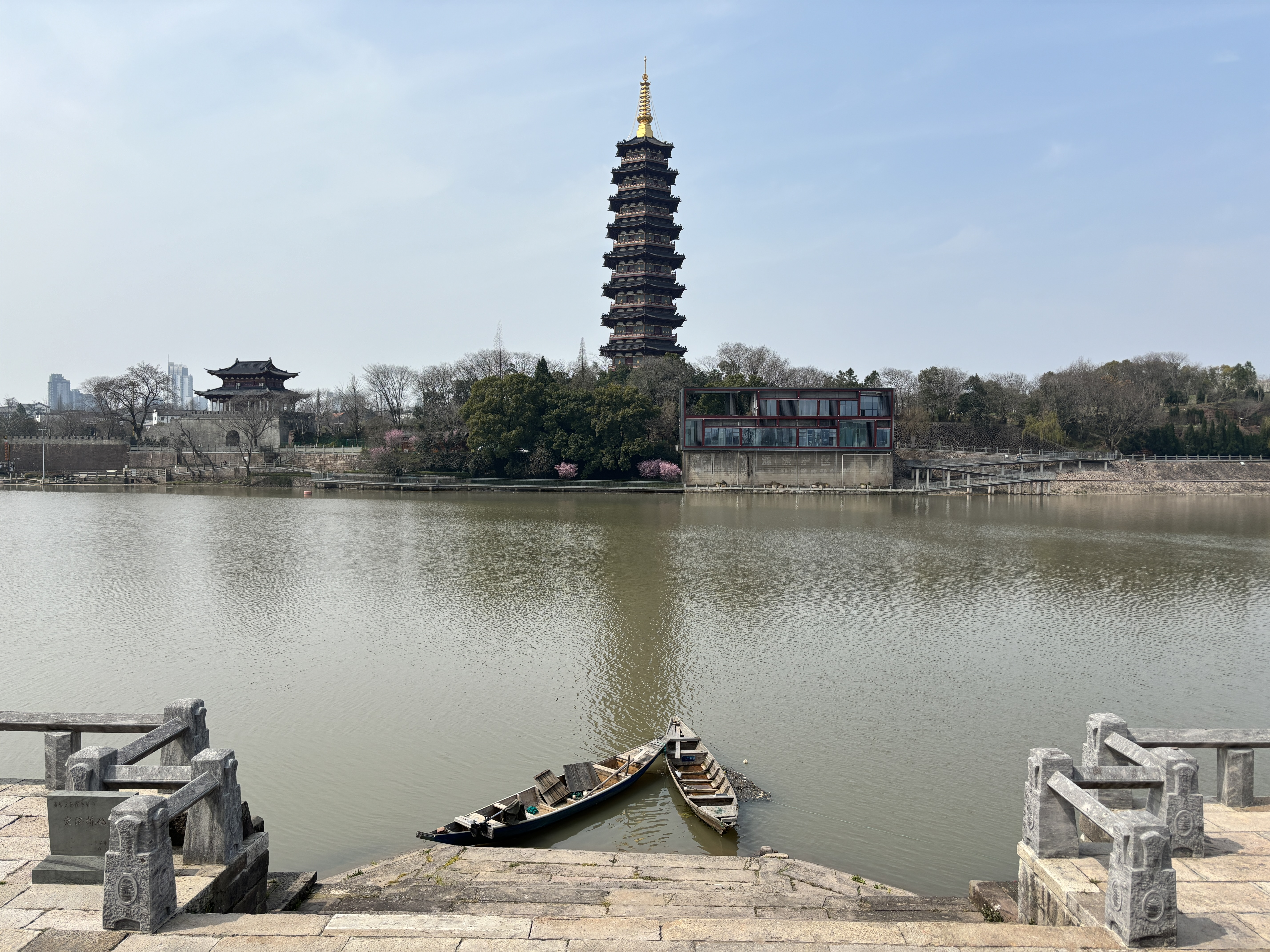
上浮桥古渡公园
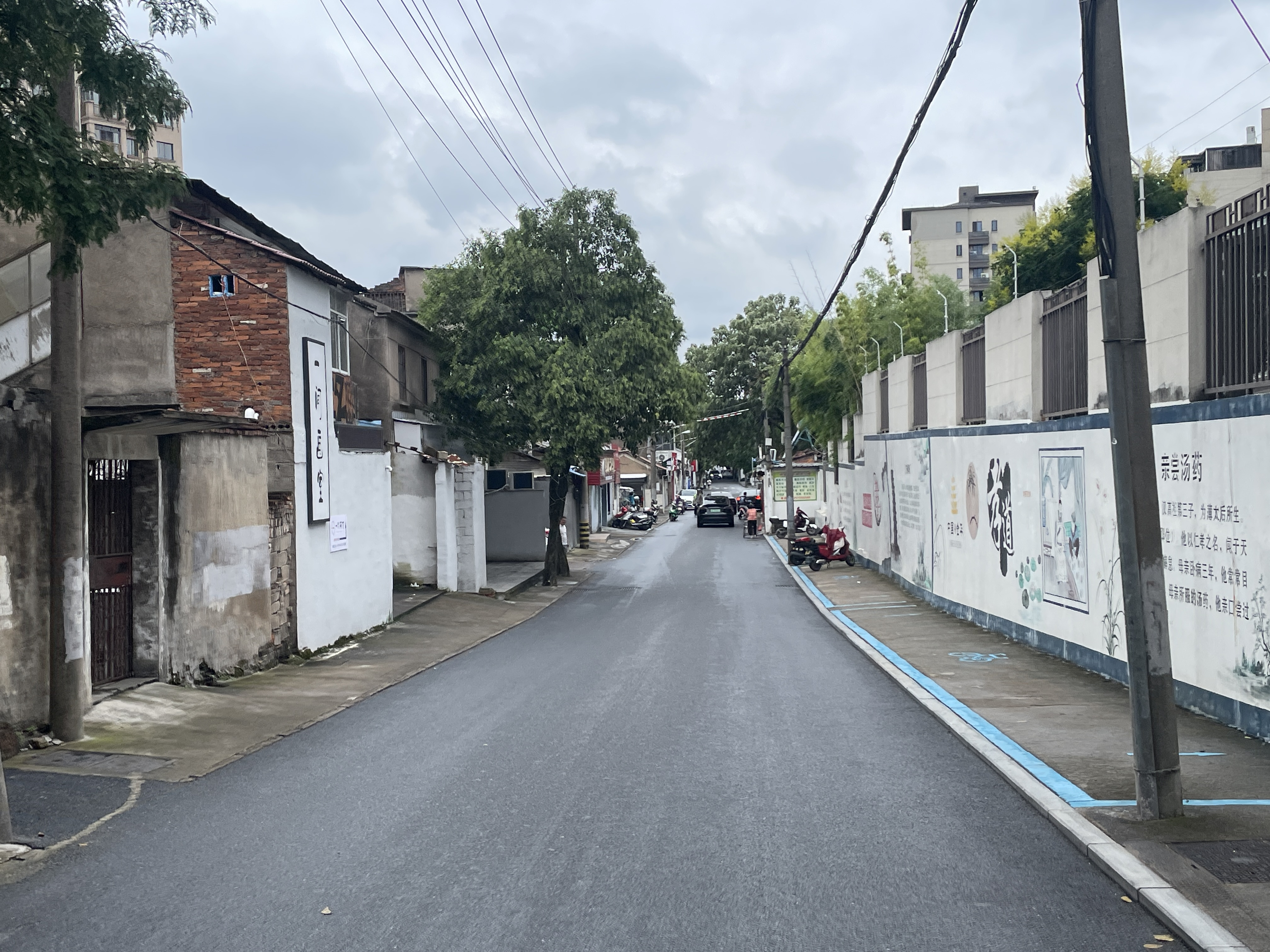
旌孝街
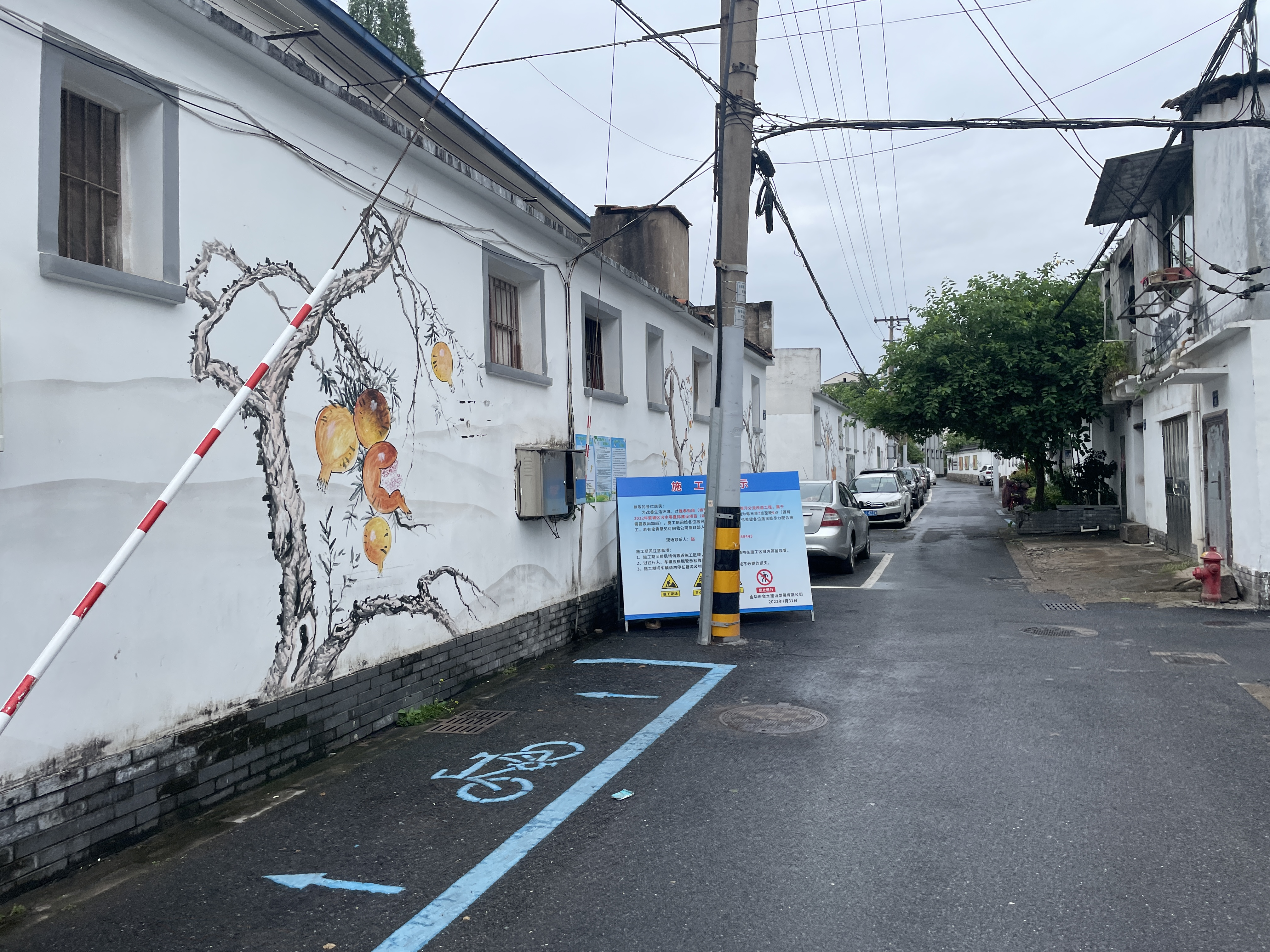
石榴巷
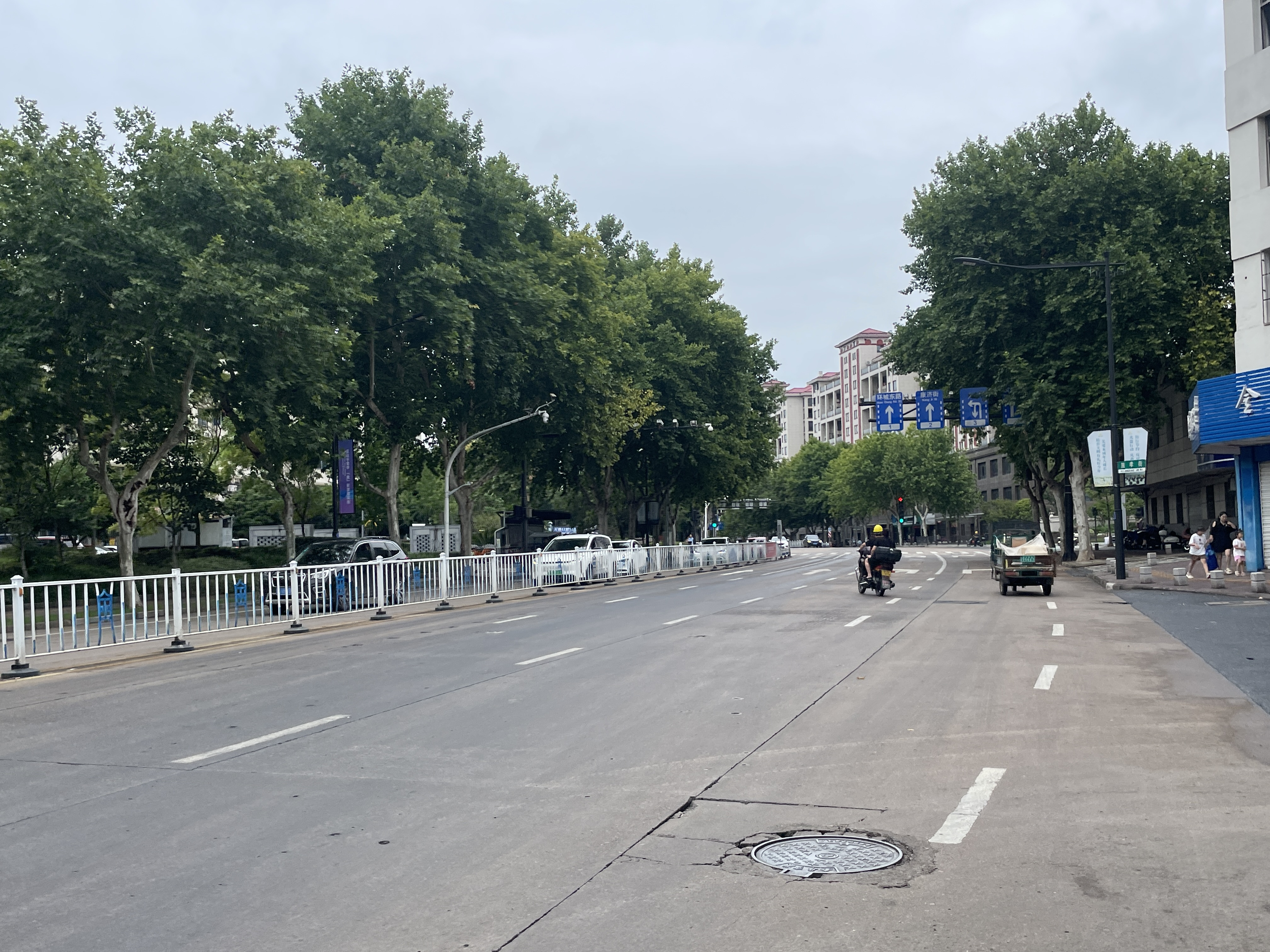
人民东路通园小区附近